# Mahou Sentai Magiranger
Mahou Sentai Magiranger (魔法戦隊マジレンジャー (Ma pháp Chiến đội Magiranger) Mahō Sentai Majirenjā), dịch là Chiến đội Ma pháp Magiranger hay Chiến đội Phép thuật Magiranger là bộ phim Super Sentai thứ 29 của Toei Company. Đây là bộ phim Super Sentai cuối cùng được sản xuất và phát sóng ở tỷ lệ khung hình 4:3. Tại Việt Nam, bộ phim được hãng phim Phương Nam thuyết minh và mua bản quyền với tên gọi Magicranger - Chiến binh siêu nhân . Bản Mỹ hoá được làm lại với tên gọi Power Rangers: Mystic Force trong khi bản lồng tiếng Hàn với tựa đề Power Rangers: Magic Force.

## Cốt truyện
Theo truyền thuyết từ xa xưa, có một thế giới siêu thực gọi là Magitopia, là ngôi nhà của rất nhiều Thiên Thần, những linh hồn khổng lồ chứa đựng những quyền năng Pháp thuật vô biên. Trái ngược với Magitopia là Infershia - đế chế nằm sâu trong lòng đất, tôn thờ cái ác và sự diệt vong. Kẻ đứng đằng sau mọi tội ác của Infershia là một sinh vật mang trong mình sức mạnh của quỷ dữ và sự xấu xa tên là N Ma. Với âm mưu xâm lược Thế giới mặt đất, N Ma tạo ra một cánh cổng khổng lồ liên thông giữa thế giới Loài người với Thế giới Infershia - Hades Gate. Mục đích của hắn chính là đưa tay chân của mình tràn lên mặt đất, sau đó thuận tay xâm chiếm cả Magitopia.
Một trận chiến không mong đợi tất yếu sẽ xảy ra. Để ngăn chặn kế hoạch của N Ma và Infershia, Tổng Thiên Thần Magiel giao trọng trách bảo vệ Thế giới Mặt Đất cho Thiên Thần của lòng Dũng cảm Bragel. Mọi chuyện bắt đầu khi Bragel đem lòng yêu một cô gái trần gian tên là Ozu Miyuki, với một linh hồn dịu dàng và thuần khiết như băng tuyết. Ngài ở lại mặt đất và kết hôn cùng cô với cái tên Ozu Isamu. Biết tin đó, Magiel đã rất tức giận. Nhưng Miyuki đã chiếm được lòng tin của Magiel khi chứng minh cho bà thấy rằng bên trong cơ thể bình thường của một người trần gian như cô ẩn giấu một sức mạnh lớn hơn bất kỳ ma thuật nào của Magitopia, chính là lòng dũng cảm. Chính điều đó đã khiến Magiel quyết định trao pháp thuật của vị Thiên Thần lâu đời nhất Magitopia - Snowgel, cho Miyuki. Cô trở thành MagiMother, một Magiranger trong bộ giáp màu trắng mang trong mình ma lực điều khiển băng tuyết. Bragel, hay lúc này là Ozu Isamu, cùng với Miyuki chung sống êm ấm đến năm 1990, trận chiến vĩ đại giữa Infershia và Magitopia cuối cùng đã nổ ra một cách công khai. Dưới cái tên Thiên Thần của lòng Dũng cảm, Bragel bước vào trận chiến.
Dưới sự giúp đỡ của một kẻ phản bội, Thiên Thần Sấm sét Raigel, N Ma đã có cơ hội mở ra Hades Gate và chuẩn bị cho nước đi cuối cùng của hắn. Cuối cùng để ngăn chặn thảm họa, Bragel đã hy sinh thân mình ngăn cản N Ma bước qua cánh cổng và ra lệnh cho Thiên Thần Mặt Trăng Lunagel phong ấn nó vĩnh viễn. Lunagel trở thành chiếc chìa khóa để mở cánh cổng một lần nữa, nhưng cô đã bị mất trí nhớ khi bị Raigel tấn công, mất đi ma thuật và lưu lạc vào thế giới loài người.
Bi kịch không dừng lại ở đó. Thiên Thần Mặt trời Sungel đã phát hiện ra hành động của Raigel nhưng quá trễ. Cả hai lao vào một cuộc chiến sinh tử và cuối cùng, để vô hiệu hóa Raigel, Sungel biến hắn trở thành xác ướp rồi phong ấn hắn vào một hang động tối tăm, nhưng đổi lại, cơ thể của ngài bị biến đổi thành một con ếch. Từ đó, Sungel đã bị quên lãng đi sau nhiều năm. Cuộc chiến kết thúc với cán cân không nghiêng về phía nào cả. Thế giới Mặt Đất trở lại hòa bình trong suốt 15 năm. Sau 15 năm đó, N Ma một lần nữa phát động cuộc chiến nhằm trả mối thù ngày xưa và thực hiện mưu đồ của mình một lần nữa. Nhưng có một điều hắn không ngờ tới. Trước khi biến mất trong cuộc chiến năm xưa, Bragel và Miyuki đã có với nhau 5 đứa con mang trong mình sức mạnh phép thuật mạnh mẽ của cha và cả lòng dũng cảm phi thường cùng linh hồn trong sáng thuần khiết của mẹ.
Miyuki đã một mình nuôi dạy các con suốt 15 năm, cùng với một lời thề với chồng là không để các con biết được thân phận thật sự của chúng cũng như cha của chúng cho đến khi mất. Nhưng Infershia đã quay trở lại Mặt đất sau 15 năm, với âm mưu thống trị thế giới loài người lần nữa. Miyuki buộc phải kể cho các con biết mọi thứ, từ Magitopia, Infershia, cho đến thân phận của chúng mang dòng máu pháp thuật, và cả việc cha của chúng đã hy sinh thế nào. Miyuki trao cho các con 5 chiếc MagiPhone có khả năng chuyển hóa pháp thuật của các Thiên Thần vào cơ thể họ mỗi khi đọc thần chú. Nhưng trong trận chiến với Kỵ sĩ Bóng tối - Wolzard, Miyuki đã hy sinh trước mắt 5 người con. Kể từ đó, 5 anh em gia đình Ozu trở thành những Phù thủy, kế thừa ý nguyện và lòng dũng cảm của mẹ, bắt đầu bước vào một cuộc chiến dai dẳng giữa Thiên Thần và Infershia dưới cái tên Mahou Sentai Magiranger...

## Gia đình Ozu
Gia đình Ozu là một gia đình Phù thủy với nhiệm vụ chiến đấu với đế chế Infershia nhằm bảo vệ Thế giới Phép Thuật. Trong phần đầu tiên của serie, gia đình Ozu gồm 7 người là cha Ozu Isamu (Thiên Thần Bragel, được cho là đã hy sinh), mẹ Ozu Miyuki và năm người con, 3 trai và 2 gái, theo thứ tự là: Ozu Makito, Ozu Houka, Ozu Urara, Ozu Tsubasa và Ozu Kai. Năm người con này chính là Magiranger, nhân vật chính của series. Trong phần tiếp theo, một nhân vật mới xuất hiện trong gia đình là Hikaru, thực chất chính là Thiên Thần Mặt trời Sungel có khả năng biến thành MagiShine. Vào cuối series, Hikaru cưới Ozu Urara, chính thức trở thành một thành viên của gia đình Ozu. Nhân vật cuối cùng xuất hiện chính là người cha tưởng như đã chết: Ozu Isamu, thực ra chính là thân phận thực sự của Wolzard, một Madoushi hùng mạnh của Infershia.
Fact: âm đầu trong tên của 5 anh em nhà Ozu Là Ma - Ho - U - Tsu - Kai ghép lại với nhau sẽ ra từ "Mahoutsukai", có nghĩa là pháp sư/ phù thủy trong tiếng Nhật.

### Thành viên gia đình

#### Ozu Kai(小津 魁(Tiểu Tân Khôi),Ozu Kai?)-MagiRed(マジレッド,Maji Reddo?)
Con trai út của gia đình Ozu, phù thủy mang sức mạnh của Flamegel, Thiên thần Lửa, tượng trưng cho Phoenix (Phượng Hoàng). Kai là học sinh của trường trung học Kiritou và thành viên của đội bóng trường. Kai nổi bật nhất với tính cách mạo hiểm, bốc đồng nhưng lại rất dũng cảm của mình. Cậu rất thẳng thắn, thật thà và hơi có một chút... trẻ trâu. Chính vì thái độ luôn làm trước nghĩ sau của mình, cậu thường chuốc lấy rắc rối cho bản thân. Nhưng Kai thật ra là một thiếu niên tốt bụng và rất can trường so với nhiều đứa trẻ cùng tuổi. Kai tin vào câu nói của người cha của cậu: "Cơ hội là thứ mà ta tự tạo ra cho bản thân". Cậu luôn lấy đó làm phương châm sống và chiến đấu của mình. Một khi đã lao vào trận chiến, cậu sẽ dùng hết sức mình để chiến đấu bất kể kết quả là thắng hay thua. Điều này làm cậu đôi lúc trở nên tự kiêu, không nhìn thấy những người bên cạnh mình. Tính tình trẻ con và vụng về của Kai thường khiến cậu gây gổ với các anh chị của mình, nhưng sâu xa cậu lại chính là ngọn lửa của sự nhiệt huyết, luôn tiến về phía trước và kết nối mọi người. Cậu rất yêu thương mẹ và thần tượng cha, luôn xem ông là hình tượng mẫu mực của mình. Chính những điều này khiến cậu trở thành một phiên bản đối nghịch của người anh Tsubasa, đó là lý do cho những trận chiến bất tận của cả hai. Một điều khác rất đáng nhắc đến của Kai chính là cô bạn chung trường và là quản lý đội bóng của Kai, Yamazaki Yuka. Cậu rất thích cô nàng và luôn tìm mọi cách để cô chú ý đến mình, dù rằng những nỗ lực này thường trở nên vô nghĩa. Điều oái oăm là người trong mộng của Yamazaki lại là MagiRed, và cô không hề biết cả Kai và người đó đều là một. Chỉ đến khi cô bị bắt đi để trở thành cô dâu của Infershia và Kai liều mình để cứu cô, Yamazaki mới nhận ra sự thật. Cũng chính Kai sau này là người đã trao lại quyền năng của Magiranger cho nhóm hải tặc vũ trụ Gokaiger
Special Magic: Alchemy - Giả kim thuật. Trong tiếng Nhật, kỹ thuật của Kai được gọi là Rensei, có nghĩa là cho phép cậu ta thực hiện một quá trình biến đổi, có khả năng điều khiển một vật này trở nên hình dạng khác, thay đổi hoàn toàn tính chất của vật đó. Câu thần chú này cũng có thể dùng để dịch chuyển vị trí của vật trong một không gian nhất định. Ma thuật này đòi hỏi một sự linh hoạt trong khả năng của Kai. Tuy nhiên, cậu em út ngổ ngáo, cứng đầu này lại học được chúng trong mỗi lần thất bại của câu thần chú. Ma thuật giả kim chính là ma thuật khó thực hiện nhất trong số 5 loại ma thuật của 5 anh em nhà Ozu, đòi hỏi người sử dụng sự tập trung cao độ nhất. Kai đã biến đổi:
+ Một con Zobil và một lọ hoa thành quả bóng.
+ Một chiếc xe thành một cái mền.
+ Vỉa hè thành một tấm gương lớn.
+ Cái balô trở thành túi hỏa tiễn.
+ Dựng một con tàu mô hình trong một cái chai, sau đó biến cái mô hình ra khỏi cái chai.
+ Dời một mũi tên tẩm độc ra khỏi lưng của con ngựa Barikion mà không chạm vào nó.

#### Ozu Tsubasa(小津 翼(Tiểu Tân Dực),Ozu Tsubasa?)-MagiYellow(マジイエロー,Maji Ierō?)
Con trai thứ hai của gia đình Ozu, phù thủy mang sức mạnh của Volgel, Thiên thần Sấm sét và tượng trưng cho Garuda (Kim Sí Điểu) và là bộ não của Magiranger. Cậu là một boxer nổi bật với đòn tấn công mang tên Meteor (Thiên Thạch) của mình. Tsubasa có vẻ là một người khá lập dị. Cậu bất cần đời, thích nói kháy người khác và thường mang bộ mặt lạnh lùng. Tuy vậy qua suốt bộ phim, ta có thể nhìn thấy con người thật của Tsubasa ẩn đằng sau bề ngoài đó. Cậu cũng rất dũng cảm, giàu tình cảm và hơi có một chút yếu đuối. Nhưng cái chất quái quái của Tsubasa luôn làm cậu nổi bật trong số các anh chị em của mình. Tsubasa luôn tin vào sức mạnh và trí tuệ của bản thân, cậu luôn sử dụng triệt để những điểm mạnh của mình trong chiến đấu và sử dụng ma thuật. Cậu luôn tính toán kỹ và hành động một cách chớp nhoáng để giành chiến thắng. Tsubasa luôn có được sự bình tĩnh và thản nhiên trong khi chiến đấu, vạn bất đắc dĩ mới có một thứ có thể khiến cậu nổi điên. Trái ngược hẳn với những lúc đó, cậu cũng có thể trở nên cực kỳ kiên nhẫn và thận trọng khi thực hiện những công đoạn pha chế ma dược. Tsubasa rất thân thiết với hai người chị của mình là Houka và Urara. Cậu thường bênh vực cho Houka cũng như luôn cùng với Urara là người đứng ngoài cuộc những trò ngốc xít của ba anh chị em của mình. Cậu cũng rất kính trọng anh cả Makito, tuy vậy cậu lại luôn đối đầu với Kai trong mọi chủ đề và cũng rất thích bắt nạt thằng em út này. Tuy không nói ra và thể hiện rõ, nhưng "gia đình" luôn là thứ quan trọng nhất đối với cậu. Một câu chuyện buồn trong suốt bộ phim Magiranger chính là câu chuyện tình của Tsubasa với Mamiya Rei, linh hồn của một cô ca sĩ đã chết dưới tay của Neries, một Siren của Infershia. Dù cho cả hai đều yêu nhau, nhưng khi cậu gặp Rei, cô đã chết. Đoạn kết của câu chuyện tình ngắn ngủi đó, cô gái đã siêu thoát trong tay cậu. Qua 49 tập phim, Tsubasa đã học được những ma thuật lợi hại của riêng mình và hoàn thành giấc mơ của bản thân. Có thể đó chính là sự điềm tĩnh và trí tuệ của cậu, hay đó là lòng dũng cảm dâng tràn đã khiến cậu trưởng thành và mạnh mẽ hơn trong trận chiến với Infershia.
Special Magic: Poison Work - Pha chế Ma dược. Được xem là một trong những thứ khó nhất để tạo ra trong thế giới ma thuật, đòi hỏi những thành phần ma thuật chính xác tuyệt đối về khối lượng và chủng loại, cộng thêm một người pha chế khéo léo. Tsubasa đã trình diễn một sự kiên nhẫn vô hạn định trong pha chế những khuôn khổ và sự kết hợp chính xác, gần như là thái độ của một kẻ cầu toàn vậy. Thú vị là, trong suốt bộ phim ta ít khi thấy ma dược của Tsubasa thất bại. Cậu ta luôn pha chế thành công một ma dược khi cần thiết. Trong khi một ma dược có thể không có tác dụng ngay lập tức cho mục đích trước mắt, nó luôn kết thúc bằng 1 cách hữu dụng nào đó trong một trường hợp khác (tham khảo tập 7 Into the Dream ~ Jinga Majiiro~), vượt qua cả sự mong đợi của Hikaru bằng thành công của nó. Ma dược của Tsubasa có rất nhiều tác dụng. Trong số đó có thuốc uống và thuốc trị thương, thuốc phục hồi trí nhớ và viên thuốc luyện đan dùng để đi vào thế giới của giấc mơ. Tsubasa cũng đã tạo ra Tinh thể Rạng đông (có hình dạng như đầu mũi tên và được tạo nên bằng ánh ban mai đầu tiên xuất hiện trong ngày) có khả năng chế ngự tạm thời Nữ hoàng của loài ma hút máu, Vancuria.
Sau này, Tsubasa mở một trường dạy phép thuật tại Anh và cậu có đệ tử là Katou "Cloud" Yakumo - Ao Ninger của Shuriken Sentai Ninninger.

#### Ozu Urara(小津 麗(Tiểu Tân Lệ),Ozu Urara?)-MagiBlue(マジブルー,Maji Burū?)
Con gái thứ hai của gia đình Ozu, là phù thủy mang sức mạnh của Splagel, Thiên thần Nước và tượng trưng cho Mermaid (Nhân ngư, Người cá, Tiên cá). Urara Là một cô gái có tâm hồn thánh thiện và trong suốt như mặt nước, và là người nhạy cảm nhất trong số năm anh em. Cô luôn quan tâm và lo lắng đến người khác, cư xử mực thước và rất kiệm lời, giống hệt với mẹ Miyuki. Trong gia đình, cô là đứa con gần gũi và gắn bó với mẹ nhất, đó cũng chính là nguồn động viên rất lớn cho cô. Urara cũng rất mạnh mẽ, cô sẵn sàng giấu đi những nỗi buồn đau của mình vào lòng để tiếp tục đứng lên chiến đấu. Điều này khiến cho cô mỗi khi nổi giận thì trở thành một người rất đáng sợ. Urara cũng là một cô gái kiên nhẫn và sâu sắc. Cô thích nhìn tường tận vào từng vấn đề và giải quyết thấu đáo chúng. Phong cách chiến đấu của cô cũng bị ảnh hưởng từ tính cách này. Cô có thể tốn không ít thời gian để tìm điểm yếu của đối thủ, nhưng một khi đã phát hiện ra, Urara có thể nhanh chóng giải quyết kẻ thù bằng cách thức hợp lý nhất. Điểm yếu duy nhất của Urara là cô rất sợ ếch. Cô có thể đánh mất vẻ chừng mực hàng ngày để chạy trốn khỏi nỗi sợ của mình. Tuy vậy, cô cũng đã từng vượt qua nỗi sợ này để cứu Hikaru từ lời nguyền bị biến thành ếch, người sau đó trở thành người thầy, người cố vấn và là một thành viên trong gia đình của năm anh em. Cách cư xử của Urara với Hikaru không có gì gọi là mềm mỏng, hay thậm chí lúc đầu có phần hơi... bạo lực. Nhưng dần dần, cô đã phải lòng người thầy thông minh và tốt bụng, luôn hết lòng giúp đỡ và bảo vệ cho anh em cô. Sau biết bao nhiêu thăng trầm và biến cố, Urara cuối cùng đã trở thành vợ của Hikaru, và cả hai cùng nhau sống hạnh phúc tại Magitopia.
Special Magicivination - Bói toán. Tên của Urara là chơi chữ của Uranai, tiếng Nhật có nghĩa là bói toán. Dù có rất nhiều dụng cụ bói toán tồn tại, nhưng Urara lại chọn một quả cầu thủy tinh. Chỉ có cô mới có năng lực hiểu được những hình ảnh xuất hiện bên trong nó dưới dạng những khối sương mù có màu sắc. Urara có thể tìm được địa điểm của kẻ thù và tìm ra cách tiêu diệt chúng. Tuy nhiên, quả cầu không thể hiện ra tương lai của chính cô, cũng như sẽ không phản ứng với một lời yêu cầu mang tính cá nhân. Phiên bản nâng cấp của câu thần chú, cùng với lòng dũng cảm của Urara, có thể phát hiện được sự hiện diện của Mẹ Miyuki.

#### Ozu Houka(小津 芳香(Tiểu Tân Phương Hương),Ozu Houka?)-MagiPink(マジピンク,Maji Pinku?)
Con gái lớn của gia đình Ozu, phù thủy với sức mạnh của Wingel, Thiên thần Gió và tượng trưng cho Fairy (Tiên nữ). Cô là một người mẫu tạp chí, nhưng dành phần lớn thời gian rong chơi với các chàng trai. Houka rất yêu đời, luôn tận hưởng niềm vui, lạc quan và tin vào tình yêu là trên hết. Nhưng Houka cũng là một cô nàng vụng về, trẻ con và ích kỷ nhưng là một thứ ích kỷ trẻ con, luôn làm mọi việc rối tung lên với những việc làm không suy trước tính sau của mình. Nhưng bằng một cách nào đó, chẳng ai có thể giận Houka. Tuy hầu như mọi lúc Houka luôn tỏ ra lười biếng, ngây thơ vô tội vạ và cực kỳ chậm hiểu, đôi lúc cô lại khiến mọi người ngạc nhiên tột độ với những hành động trưởng thành một cách bất thường của mình. Một điểm nổi bật của Houka, là cô luôn nhìn sự vật với một góc độ đặc biệt, nghĩ tới mọi việc bằng những cách không ai có thể ngờ tới. Cô đem cả sự lạc quan và trẻ con của mình vào trong chiến trận, tiêu diệt kẻ thù bằng những đòn tấn công rất kỳ quặc như biến thành một cây quạt và thổi bay người khác, hoặc hôn gió và làm cho kẻ thù xây xẩm. Cô chỉ đơn thuần là chiến đấu và vui chơi mà thôi. Cô con gái đầu của gia đình Ozu được chú ý bởi dấu hiệu "Yahoo!" mà cô vẫn thường làm, biểu lộ cho tinh thần chiến đấu và sự lạc quan của cô. Đây chính là hai điều mà các anh em của cô luôn yêu quý, bởi dù cho có tỏ ra ngốc nghếch và nông nổi đôi lúc, nhưng những hành động của cô luôn có một ý nghĩa sâu xa. Cô luôn quan tâm và yêu thương anh em của mình, chỉ là cô thường biểu hiện nó bằng những cách khác thường. Nếu như nói chuyện tình của Urara là một thiên tình sử tuyệt đẹp, những chuyện tình của Houka lại giống như một vở hài kịch nhiều hơn. Cô hẹn hò với rất nhiều các chàng trai, thậm chí lên lịch cho một ngày hẹn hò của mình một cách chu đáo. Nhưng người nổi bật nhất trong số đó, và là người làm cho các anh em của cô nổi điên nhiều nhất, chính là Tetsuya, người từng suýt chết vì bị quái vật của Infershia là Red Skulled Skeleton nguyền rủa. Chính vì vậy, Houka đã nhận lời cầu hôn của Tetsuya là để thực hiện di nguyện cuối của anh. Nhưng sau đó, hai người đã hủy kết hôn vì con quái vật đã bị tiêu diệt, lời nguyền trên Tetsuya cũng đã bị xóa bỏ. Mặc dù vậy, sau cùng thì Houka cũng đã có một gia đình êm ấm với chồng (không phải Tetsuya) và một cô con gái.
Special Magic: Shapeshifting - Biến hình. Houka bay bổng và lãng mạn thường gặp rắc rối với đầu óc quá mơ tưởng của mình. Cô thường để đầu óc trên mây và mơ được làm một người mẫu cũng như người yêu của một anh chàng đẹp trai giàu có. Vì gió không có hình dạng nhất định và không thể đoán trước, nên Ma thuật đặc biệt của Houka chính là Biến hình. Houka có thể biến mình thành bất cứ hình dạng nào, từ một con ong mật cho đến một hòm thư hay thậm chí cả những nhân dạng như Chopin hay Vancuria. Nhưng cô không thể hoàn toàn giống với những thứ mình muốn biến thành, chúng chứa đựng bản chất của cô. Những thứ tác động lên chúng có thể ảnh hưởng đến Houka, và nếu như bị tấn công quá mạnh, Houka sẽ mất đi dạng đang biến thành và trở lại cơ thể bình thường của mình. Houka cũng giữ lại bản chất của mình khi biến thành người khác. Một bài học chơi đàn piano khủng khiếp trong tập 23 (Forbidden Magic! ~Rooji Maneji Maji Mamaruji~) đã chứng minh rằng Houka không thể chơi đàn piano như Chopin dù cho có biến thành ông ta đi chăng nữa. Khi gặp Jasmine của Dekaranger và Nanami của Hurricaneger, cô là người vô cùng hài hước trong phim ngắn Hero Mama League.

#### Ozu Makito(小津 蒔人(Tiểu Tân Thì Nhân),Ozu Makito?)-MagiGreen(マジグリーン,Maji Gurīn?)
Con trai cả của gia đình Ozu, phù thủy với sức mạnh của Groungel, Thiên thần Đất và Thiên nhiên, tượng trưng cho Taurus (Nhân ngưu). Anh là một người với tính tình vui vẻ, lạc quan, hòa đồng, dễ gần và dành phần lớn thời gian để trồng và chăm sóc cây. Makito rất nóng tính nhưng anh luôn đặt những thành viên gia đình lên trên bản thân. Thiếu vắng cha mẹ, Makito trở thành trụ cột trong gia đình và chăm sóc cho các em của mình. Chính anh là nhân tố quan trọng giúp cho gia đình Ozu gắn kết với nhau, kể cả khi bị một trong Tứ Vương Địa ngục là Samurai Shichijuurou đã cắt đứt sự đoàn kết và tình anh em trong gia đình Ozu (tập 27: Our Bonds), và luôn là nguồn động lực lớn để cổ vũ cho cả gia đình cùng chiến đấu (tập 32: Father's Words). Mặc dù mang ước mơ được đi du học từ khi còn trẻ, Makito đã gác lại giấc mơ phía sau để chăm lo cho gia đình thay cha mẹ, kể từ sau sự cố Kai bị gấu tấn công và Tsubasa tỏ ra vô trách nhiệm. Từ đó, anh quyết định chăm lo cho các em cho tới khi họ trưởng thành (tập 37: Sniper). Makito còn có tình cảm với một cô gái tên là Eriko, và tình yêu của anh dành cho Eriko rất sâu đậm, mặc cho cô có khiến trái tim anh tan nát, anh vẫn sẵn lòng làm mọi thứ vì cô, dù có vô lý tới đâu (tập 10: If The Flower Blooms)
Special Magic: Herbology - Ma thuật Tự nhiên. Ma thuật của Makito liên hệ với nguyên tố Đất của anh nhiều nhất trong số năm anh em. Anh chú ý vào tính xác thực của Tự nhiên quanh mình nhất và có thể sử dụng nhiều cách với câu thần chú của mình. Cây cối dẫn đường cho anh , dây leo cử động và quấn chặt lấy kẻ thù khi anh ra lệnh, và cây cối hoa cỏ mọc lên ở bất cứ nơi nào Makito chỉ định.

#### Ozu Isamu(小津 勇(Tiểu Tân Dũng),Ozu Isamu?)-Wolzard(ウルザード,Uruzādo?)/Wolzard Fire(ウルザードファイヤー,Uruzādo Faiyā?)
Là người cha trong gia đình Ozu và chính là Thiên thần của Lòng dũng cảm Bragel. Trong cuộc chiến với thế lực Infershia, Raigel cấu kết với ác quỷ, làm cho ông bị thương ở vai. Nhưng, với lòng dũng cảm, ông ra lệnh cho Lunagel phong ấn cánh cổng Hades Gate nhằm ngăn cản N Ma, một mình xông vào Hades Gate. Nhưng ông lại bị N Ma lợi dụng vết thương ở vai để phù phép trở thành Kỵ sĩ Bóng tối Wolzard. Để không bị thế lực bóng tối phát hiện, vợ ông, Miyuki nói dối các con mình rằng ông là một nhà thám hiểm và đã chết ở Nam Cực. Sau này, nhờ mối liên kết vô hình với các con và tình phụ tử bất diệt, ông đã lấy lại ý thức, phá bỏ lời nguyền và vỏ bọc Wolzard trên cơ thể mình để trở lại làm Bragel. Nhưng ông lại phải một mình lao vào địa ngục để ngăn N Ma hồi sinh, giam giữ linh hồn của hắn trong chính cơ thể mình, chỉ kịp nhắn nhủ với các con hãy lo phần còn lại và mẹ của chúng vẫn còn sống. Sau này, khi đám tà thần Infershia biết được nơi Bragel đang giam giữ N Ma dưới địa ngục, chúng đã kéo tới gây chiến và đã đánh bại ông, lấy lại được linh hồn của N Ma để hồi sinh hắn. Nhưng nhờ có mẹ Miyuki, ông được giải thoát khỏi địa ngục, nhận được sức mạnh Wolzard Fire và cùng gia đình mình chiến đấu.

#### Ozu Miyuki(小津 深雪(Tiểu Tân Thâm Tuyết),Ozu Miyuki?)-MagiMother(マジマザー,Maji Mazā?)
Là mẹ trong gia đình Ozu và là vợ của Bragel. Bà là phù thủy mang sức mạnh của vị Thiên Thần lâu đời nhất - Thiên Thần băng tuyết Snowgel. Trong lần đối đầu với Wolzard, Miyuki đã bị đánh bại và biến mất trước mặt 5 đứa con. Nhưng thực chất, mũi tên băng giá mà bà bắn trúng Wolzard đã khiến linh hồn của Bragel bên trong nhất thời được thức tỉnh, và nhát chém của Wolzard khiến Miyuki biến mất thực chất là một thần chú bảo vệ, giúp đưa Miyuki đến một thế giới khác. Sau này, bà bị Toad - một trong 10 vị thần Infershia phát hiện và giam giữ như một phần trong bộ sưu tập của hắn." Năm anh em sau khi biết điều đón  đã giải thoát cho mẹ, giúp gia đình được đoàn tụ và cùng nhau chiến đấu.
Hikaru (ヒカル (Quang)) - MagiShine (マジシャイン Maji Shain)
Là Thiên thần Sungel. Sau khi phong ấn Raigel đã bị hóa thành ếch. 15 năm sau, sau khi gặp Urara, anh được cô trao cho nụ hôn, Sungel đã biến đổi trở lại thành một chàng trai khôi ngô, tuấn tú là Hikaru. Anh sau đó trở thành người thầy, người cố vấn và là một thành viên không thể thiếu trong gia đình của năm anh em. Hikaru là một người thầy thông minh và tốt bụng, luôn hết lòng giúp đỡ, chỉ dạy và bảo vệ cho năm anh em. Anh còn có một người cộng sự là mèo thần đèn Smoky. Sau khoảng thời gian chung sống với gia đình Ozu, giữa Hikaru và Urara bắt đầu nảy sinh tình cảm, và sau cùng, cả hai kết hôn và sống hạnh phúc tại Magitopia.

### Các thiên thần

#### Năm thiên thần tối cao
- Heavenly Saint Flagel (Nhật: 天空聖者フレイジェル Tenkū Seija Fureijeru?) Thiên thần Hoả Thiêu.
- Heavenly Saint Volgel (Nhật: 天空聖者ボルジェル Tenkū Seija Borujeru?) Thiên thần Quanh Lôi.
- Heavenly Saint Splagel (Nhật: 天空聖者スプラジェル Tenkū Seija Supurajeru?) Thiên thần Thủy Lưu.
- Heavenly Saint Wingel (Nhật: 天空聖者ウインジェル Tenkū Daiseija Uinjeru?) Thiên thần Bão Tố.
- Heavenly Saint Groungel (Nhật: 天空聖者グランジェル Tenkū Seija Guranjeru?) Thiên thần Tự Nhiên.

#### Các thiên thần khác
- Heavenly Archsaint Magiel (Nhật: 天空大聖者マジエル Tenkū Daiseija Majieru?) Tổng Lãnh Thiên thần.
- Heavenly Saint Sungel (Nhật: 天空聖者ライジェル Tenkū Seija Sunjeru?) Thiên thần Mặt Trời.
- Heavenly Saint Lunagel (Nhật: 天空聖者ルナジェル Tenkū Seija Runajeru?) Thiên thần Mặt Trăng.
- Heavenly Saint Stargel (Nhật: 天空聖者ライジェル Tenkū Seija Starjeru?) Thiên thần Sao Băng - Sức mạnh từ các ngôi sao băng đã xuất hiện trong Thủy thủ Mặt Trăng.
- Heavenly Saint Nebulagel (Nhật: 天空聖者ライジェル Tenkū Seija Nebulajeru?) Thiên thần Tinh Vân.
- Heavenly Saint Raigel (Nhật: 天空聖者ライジェル Tenkū Seija Raijeru?) Thiên thần Ánh Sáng.
- Heavenly Saint Nogel (Nhật: 天空聖者ライジェル Tenkū Seija Halojeru?) Thiên thần Tân Tinh.
- Heavenly Saint Bragel (Nhật: 天空聖者ライジェル Tenkū Seija Brajeru?) Thiên thần Dũng Cảm.
- Heavenly Saint Reflectgel (Nhật: 天空聖者スノウジェル Tenkū Seija Reflectjeru?) Thiên thần Từ Trường.
- Heavenly Saint Snowgel (Nhật: 天空聖者スノウジェル Tenkū Seija Sunōjeru?) Thiên thần Băng Tuyết
- Heavenly Saint Seagel (Nhật: 天空聖者スノウジェル Tenkū Seija Seajeru?) Thiên thần Đại Dương - Sức mạnh điều khiển tiếng hát biển cả đã xuất hiện trong Thủy thủ Mặt Trăng.
- Heavenly Saint Skygel (Nhật: 天空聖者スノウジェル Tenkū Seija Skyjeru?) Thiên thần Bầu Trời - Sức mạnh điều khiển sức mạnh bầu trời đã xuất hiện trong Thủy thủ Mặt Trăng.
- Heavenly Saint Langel (Nhật: 天空聖者スノウジェル Tenkū Seija Langjeru?) Thiên thần Địa Trấn.
- Heavenly Saint Saturngel (Nhật: 天空聖者スノウジェル Tenkū Seija Saturnjeru?) Thiên thần Tái Sinh - Sức mạnh diều khiển sự bất ngờ, sự im lặng, sự sống, cái chết và sự tái sinh đã xuất hiện trong Thủy thủ Mặt Trăng.
- Heavenly Saint Chronogel (Nhật: 天空聖者クロノジェル Tenkū Seija Kuronojeru?) Thiên thần Thời Gian - Sức mạnh diều khiển thời gian cũng xuất hiện trong Thủy thủ Mặt Trăng.
- Heavenly Saint Prophesygel (Nhật: 天空聖者スノウジェル Tenkū Seija Prophesyjeru?) Thiên thần Tiên Tri.
- Heavenly Saint Psychicgel (Nhật: 天空聖者スノウジェル Tenkū Seija Psychicjeru?) Thiên thần Ngoại Cảm.
- Heavenly Saint Venusngel (Nhật: 天空聖者スノウジェル Tenkū Seija Venusjeru?) Thiên thần Ánh Kim - Sức mạnh diều khiển sức mạnh ảo ảnh, sắc đẹp và phản chiếu đã xuất hiện trong Thủy thủ Mặt Trăng
- Heavenly Saint Eargel (Nhật: 天空聖者スノウジェル Tenkū Seija Towarjeru?) Thiên thần Áo Đen - Là sức mạnh của nhân vật Tuxedo mặt nạ xuất hiện trong Thủy thủ Mặt Trăng

#### Đồng minh
- Mandora Boy (Nhật: マンドラ坊や Mandora Bōya?)
- Smoky the Magical Cat (Nhật: 魔法猫スモーキー Mahō Neko Sumōkī?)
- Goddess of the Mini-Spring
- Năm phù thủy huyền thoại

#### Khác
- Yuka Yamazaki (Nhật: 山崎 由佳 Yamazaki Yuka?)
- Eriko Ikeda (Nhật: 池田 江里子 Ikeda Eriko?)
- Akane (Nhật: 茜 Akane?)

## Đế chế địa ngục ngầm, Infershia
Đế chế Địa ngục ngầm Infershia (地底冥府インフェルシア, Chitei Meifu Inferushia) là một đế chế dưới lòng đất, được cai trị bởi N Ma bí ẩn. Mười lăm năm trước, N Ma đã tạo ra Cổng Địa ngục để gửi toàn bộ quân đội của mình đến Trái đất, nhưng đã bị thiên thánh Bragel chặn lại. N Ma sử dụng các thuộc hạ của mình để phá bỏ phong ấn để có thể chinh phục thế giới mặt đất. Tuy nhiên, theo thời gian, một số Infershian bắt đầu nhận ra nỗi ám ảnh điên cuồng của N Ma về việc hủy diệt Magitopia và Gia đình Ozu đã liều lĩnh vì những cái chết vô nghĩa. Sau khi N Ma bị tiêu diệt, Ác thần trí tuệ Sphinx tiếp quản Infershia để xây dựng lại thế giới của họ và bắt đầu lại với Magitopia.

### Hoàng đế ma thú N Ma (冥獣帝ン・マ, Meijūtei N Ma)
Người cai trị Infershia và là nhân vật phản diện chính của series, một con quỷ thuần ác được thúc đẩy bởi ác tâm tuyệt đối và cơn đói không thể kiểm soát để nuốt chửng mọi thứ trong tầm nhìn. Trong nửa đầu của series, N Ma đã liên lạc với tay sai của mình thông qua một hồ nước màu trắng ở trung tâm hang ổ của chúng trước khi Blagel phong ấn linh hồn N Ma trong cơ thể của chính mình. Nhưng các ác thần địa ngục đã đưa N Ma nhập vào cơ thể của Titan để cho phép N Ma thay cơ thể của Titan theo ý muốn của hắn ta. Ba ngày sau khi có được hình dạng mới, Thần tuyệt đối N Ma (絶対神ン・マ, Zettaishin N Ma), N Ma tấn công Magitopia đồng thời tiết lộ khả năng hấp thụ mọi phép thuật của mình. Các Magirangers cuối cùng sử dụng khả năng chống lại hắn ta để khiến hắn ta phát nổ vì không thể chứa ma thuật vô hạn của họ.

### Đại tướng chiến thắngBranken(凱力大将ブランケン,Gairiki Taishō Buranken)
Chỉ huy cấp cao với tạo hình dựa trên Frankenstein, người trước đây là High Zobil, được trang bị Đế kiếm Hell Fang được tạo ra từ răng nhắn của N Ma mà hắn ta sử dụng trong cuộc tấn công "Hell Slash" của mình. Branken mong muốn đến được thế giới mặt đất và đã giao chiến với Wolzard vì nó, sử dụng ma thú để tàn sát người dân với hy vọng sẽ giết được Lunagel để loại bỏ phong ấn trên Cổng Địa ngục. Sau khi Lunagel được tìm thấy và bắt giữ, Branken buộc phải đi qua Cổng Địa ngục đã được giải phong ấn một phần trước khi bị Magi King tiêu diệt khi Wolzard lấy thanh Hell Fang của hắn ta để rèn thành một thanh kiếm thay thế.

## Các tập
Trong Magiranger, mỗi tập phim được gọi là "cánh cửa" theo một phép thuật.
1. Buổi sáng của cuộc hành trình ~Maagi Magi Magiiro~ (旅立ちの朝～マージ・マジ・マジーロ～ Tabidachi no Asa ~Māji Maji Majīro~?)
2. Dũng cảm lên nào ~Maagi Magi Magika~ (勇気を出して～マージ・マジ・マジカ～ Yūki o Dashite ~Māji Maji Majika~?)
3. Phép thuật cưỡi rồng ~Maagi Giruma Jinga~ (魔竜に乗れ～マージ・ジルマ・ジンガ～ Maryū ni Nore ~Māji Jiruma Jinga~?)
4. Vua của Majin ~Maagi Giruma Magi Jinga~ (魔人の王様～マージ・ジルマ・マジ・ジンガ～ Majin no Ōsama ~Māji Jiruma Maji Jinga~?)
5. Con đường tình yêu! ~Maagi Magiiro~ (恋をしようよ～マージ・マジーロ～ Koi o Shiyō yo ~Māji Majīro~?)
6. Người cai trị bóng tối ~Uuza Douza Uru Zanga~ (闇の覇王～ウーザ・ドーザ・ウル・ザンガ～ Yami no Haō ~Ūza Dōza Uru Zanga~?)
7. Bước vào giấc mơ ~Jinga Magiiro~ (夢の中へ～ジンガ・マジーロ～ Yume no Naka e ~Jinga Majīro~?)
8. Chúng ta là các nữ chiến binh ~Majuna Majuna~ (君こそヒロイン～マジュナ・マジュナ～ Kimi Koso Hiroin ~Majuna Majuna~?)
9. Hợp thể tình bạn rực lửa ~Giruma Maagi Magi Jinga~ (炎の友情合体～ジルマ・マージ・マジ・ジンガ～ Honō no Yūjō Gattai ~Jiruma Māji Maji Jinga~?)
10. Nếu bông hoa nở ~Giruma Magika~ (花が咲いたら～ジルマ・マジカ～ Hana ga Saitara ~Jiruma Majika~?)
11. Ma cà rồng trong bóng đêm  ~Magiiro Magika~ (吸血鬼の夜～マジーロ・マジカ～ Kyūketsuki no Yoru ~Majīro Majika~?)
12. Dấu hiệu quyết tâm  ~Maagi Giruma Magi Magika~ (決意のしるし～マージ・ジルマ・マジ・マジカ～ Ketsui no Shirushi ~Māji Jiruma Maji Majika~?)
13. Nếu mình là mẹ ~Jinga Majuna~ (お母さんなら～ジンガ・マジュナ～ Okāsan Nara ~Jinga Majuna~?)
14. Cú đấm rực lửa ~Gii Gii Jijiru~ (燃えろパンチ～ジー・ジー・ジジル～ Moero Panchi ~Jī Jī Jijiru~?)
15. Anh trai của cô dâu ~Giruma Magi Majuna~ (花嫁の兄～ジルマ・マジ・マジュナ～ Hanayome no Ani ~Jiruma Maji Majuna~?)
16. Chìa khóa cánh cổng  ~Uzaara Ugaro~ (門の鍵～ウザーラ・ウガロ～ Mon no Kagi ~Uzāra Ugaro~?)
17. Không cần khoan nhượng ~Uuza Douza Uru Ugaro~ (優しさはいらない～ウーザ・ドーザ・ウル・ウガロ～ Yasashisa wa Iranai ~Ūza Dōza Uru Ugaro~?)
18. Kết hợp sức mạnh ~Maagi Giruma Gii Jinga~ (力を合わせて～マージ・ジルマ・ジー・ジンガ～ Chikara o Awasete ~Māji Jiruma Jī Jinga~?)
19. Chiếc đèn phép thuật ~Meeza Zazare~ (魔法のランプ～メーザ・ザザレ～ Mahō no Ranpu ~Mēza Zazare~?)
20. Hãy hôn tôi, Kero  ~Goolu Golu Goludiiro~ (キスしてケロ～ゴール・ゴル・ゴルディーロ～ Kisu Shite Kero ~Gōru Goru Gorudīro~?)
21. Xuất phát, tàu phép thuật tốc hành  ~Goo Goo Goludiiro~ (魔法特急で行こう～ゴー・ゴー・ゴルディーロ～ Mahō Tokkyū de Ikō ~Gō Gō Gorudīro~?)
22. Hẹn hò tại Kyoto? ~Luuma Goludo~ (京都でデート？～ルーマ・ゴルド～ Kyōto de Dēto? ~Rūma Gorudo~?)
23. Phép cấm  ~Rooji Maneeji Magi Mamaruji~ (禁断の魔法～ロージ・マネージ・マジ・ママルジ～ Kindan no Mahō  ~Rōji Menēji Maji Mamaruji~?)
24. Như là người thầy  ~Golu Golu Gojika~ (先生として～ゴル・ゴル・ゴジカ～ Sensei Toshite ~Goru Goru Gojika~?)
25. Lòng dũng cảm bị đánh cắp  ~Giruma Magi Magiiro~ (盗まれた勇気～ジルマ・マジ・マジーロ～ Nusumareta Yūki ~Jiruma Maji Majīro~?)
26. Tin tưởng!! ~Giruma Gii Magika~ (信じろよ！～ジルマ・ジー・マジカ～ Shinjiro yo! ~Jiruma Jī Majika~?)
27. Mối liên kết của chúng ta ~Magiine Magiine~ (俺たちの絆～マジーネ・マジーネ～ Oretachi no Kizuna ~Majīne Majīne~?)
28. Vĩnh hằng...  ~Giruma Magi Magi Magiine~ (永遠に...～ジルマ・マジ・マジ・マジーネ～ Eien ni... ~Jiruma Maji Maji Majīne~?)
29. Lặp đi lặp lại "Hả?" ~Gii Magi Magiiro~ (くり返す「あれ？」～ジー・マジ・マジーロ～ Kurikaesu "Are?" ~Jī Maji Majīro~?)
30. Sức mạnh huyền thoại ~Maagi Magi Magi Magiiro~ (伝説の力～マージ・マジ・マジ・マジーロ～ Densetsu no Chikara ~Māji Maji Maji Majīro~?)
31. Majin phi thường ~Maagi Giruma Golu Jingajin~ (凄まじき魔神～マージ・ジルマ・ゴル・ジンガジン～ Susamajiki Majin ~Māji Jiruma Goru Jingajin~?)
32. Lời của cha ~Maagi Giruma Golu Gogika~ (父の言葉～マージ・ジルマ・ゴル・ゴジカ～ Chichi no Kotoba ~Māji Jiruma Goru Gojika~?)
33. Tới Infershia ~Maagi Golu Magika~ (インフェルシアへ～マージ・ゴル・マジカ～ Inferushia e ~Māji Goru Majika~?)
34. Mối liên kết dũng khí ~Goolu Golu Goludo~ (勇気の絆～ゴール・ゴル・ゴルド～ Yūki no Kizuna ~Gōru Goru Gorudo~?)
35. Thung lũng thần linh ~Magi Magi Jijiru~ (神々の谷～マジ・マジ・ジジル～ Kamigami no Tani ~Maji Maji Jijiru~?)
36. Sự trừng phạt của các vị thần ~Maagi Golu Gogika~ (神罰執行～マージ・ゴル・ゴジカ～ Shinbatsu Shikkō ~Māji Goru Gojika~?)
37. Bắn tỉa ~Golu Maagi~ (狙い撃ち～ゴル・マージ～ Neraiuchi ~Goru Māji~?)
38. Lời hứa với anh hai ~Goo Magiiro~ (アニキとの約束～ゴー・マジーロ～ Aniki to no Yakusoku ~Gō Majīro~?)
39. Chị em hoán đổi ~Majuna Giruma~ (あべこべ姉弟～マジュナ・ジルマ～ Abekobe Kyōdai ~Majuna Jiruma~?)
40. Khu vườn của Xà Nữ ~Magine Luludo~ (蛇女の庭～マジーネ・ルルド～ Hebi-onna no Niwa ~Majīne Rurudo~?)
41. Thầy của thầy ~Goolu Golu Majuulu~ (先生の先生～ゴール・ゴル・マジュール～ Sensei no Sensei ~Gōru Goru Majūru~?)
42. Quyết đấu! Hai vị Thần tối thượng ~Goolu Luuma Golu Gonga~ (対決！二極神～ゴール・ルーマ・ゴル・ゴンガ～ Taiketsu! Nikyokushin ~Gōru Rūma Goru Gonga~?)
43. Khu vườn hồng hoang ~Magi Magi Gogika~ (茨の園～マジ・マジ・ゴジカ～ Ibara no Sono ~Maji Maji Gojika~?)
44. Mùi hương của mẹ ~Giruma Giruma Gonga~ (母さんの匂い～ジルマ・ジルマ・ゴンガ～ Kāsan no Nioi ~Jiruma Jiruma Gonga~?)
45. Hai người là bạn ~Gii Golu Majuna~ (二人はともだち～ジー・ゴル・マジュナ～ Futari wa Tomodachi ~Jī Goru Majuna~?)
46. Hướng đến hồ nước ~Goolu Golu Golu Goludiiro~ (湖へ向かえ～ゴール・ゴル・ゴル・ゴルディーロ～ Mizūmi e Mukae ~Gōru Goru Goru Gorudīro~?)
47. Thần chú lên bạn ~Luludo Goludiiro~ (君にかける魔法～ルルド・ゴルディーロ～ Kimi ni Kakeru Mahō ~Rurudo Gorudīro~?)
48. Trận quyết chiến cuối cùng ~Magi Majuulu Gogoolu Jingajin~ (決戦～マジ・マジュール・ゴゴール・ジンガジン～ Kessen ~Maji Majūru Gogōru Jingajin~?)
49. Trở về với huyền thoại ~Maagi Magi Magend~ (伝説への帰還～マージ・マジ・マジェンド～ Densetsu e no Kikan ~Māji Maji Majendo~?)

### Đặc biệt
- Mahou Sentai Magiranger the Movie: Bride of Infershia ~Maagi Magi Giruma Jinga~ (インフェルシアの花嫁 Inferushia no Hanayome?) ~マギマギギルマジンガ~
- Mahou Sentai Magiranger vs. Dekaranger ~Maagi Giruma Deka Magika~
- Mahou Sentai Magiranger: Revealed! The Gold Grip Phone's Super Magic ~Golu Goolu Goo Goo~

## Diễn viên
- Tesshō Genda (玄田 哲章 Genda Tesshō?): Narrator

### Magiranger
- Atsushi Hashimoto (橋本 淳 Hashimoto Atsushi?): Kai Ozu/MagiRed
- Hiroya Matsumoto (松本 寛也 Matsumoto Hiroya?): Tsubasa Ozu/MagiYellow
- Asami Kai (甲斐 麻美 Kai Asami?): Urara Ozu/MagiBlue
- Ayumi Beppu (別府 あゆみ Beppu Ayumi?): Houka Ozu/MagiPink
- Yuki Ito (伊藤 友樹 Itō Yūki?): Makito Ozu/MagiGreen
- Yousuke Ichikawa (市川 洋介 Ichikawa Yōsuke?): Hikaru/MagiShine/Sungel (Lồng tiếng)
- Azusa Watanabe (渡辺 梓 Watanabe Azusa?): Miyuki Ozu/MagiMother, Goddess Of Mini Spring (Special)
- Tsutomu Isobe (磯部 勉 Isobe Tsutomu?): Wolzard (Lồng tiếng)/Blagel (Lồng tiếng)/Isamu Ozu

### Đồng minh
- Kumiko Higa (比嘉 久美子 Higa Kumiko?): Mandra Boy (Lồng tiếng)/Announcer (calls each episode's title)
- Takeshi Kusao (草尾 毅 Kusao Takeshi?): Smoky (Lồng tiếng)
- Kaoru Hirata (平田 薫 Hirata Kaoru?): Yuka Yamazaki (5, 14, 25, Movie, 39-40, 49)
- Meibi Yamanouchi (山内 明日 Yamanouchi Meibi?): Rin/Lunagel (Lồng tiếng)
- Keiko Han (潘 恵子 Han Keiko?): Snowgel (Lồng tiếng)
- Machiko Soga (曽我 町子 Soga Machiko?): Magiel (Movie, 48-49)

### Infershia
- Daisuke Namikawa (浪川 大輔 Namikawa Daisuke?): N Ma (Lồng tiếng)
- Tetsu Inada (稲田 徹 Inada Tetsu?): Ifrit (Lồng tiếng)
- Ryoutarou Okiayu (置鮎 龍太郎 Okiayu Ryōtarō?): Cyclops (Lồng tiếng)
- Atsuko Tanaka (田中 敦子 Tanaka Atsuko?): Gorgon (Lồng tiếng)
- Kazuki Yao (矢尾 一樹 Yao Kazuki?): Drake (Lồng tiếng)
- Masato Hirano (平野 正人 Hirano Masato?): Toad (Lồng tiếng)
- Nozomu Sasaki (佐々木 望 Sasaki Nozomu?): Wyvern (Lồng tiếng)
- Mitsuru Ogata (小形 満 Ogata Mitsuru?): Titan (Lồng tiếng)
- Hideyuki Umezu (梅津 秀行 Umezu Hideyuki?): Sleipnir (Lồng tiếng)
- Kyoko Terase (寺瀬 今日子 Terase Kyoko?): Sphinx (Lồng tiếng)
- Akio Ohtsuka (大塚 明夫 Ōtsuka Akio?): Dagon (Lồng tiếng)
- Hisao Egawa (江川 央生 Egawa Hisao?): Branken (Lồng tiếng)
- Yasuhiro Takato (高戸 靖広 Takato Yasuhiro?): Raigel (Lồng tiếng)/Meemy (Lồng tiếng)
- Misa Watanabe (渡辺 美佐 Watanabe Misa?): Vancuria (Lồng tiếng)
- Chiaki Horan (ホラン 千秋 Horan Chiaki?): Nai
- Tomomi Kitagami (北神 朋美 Kitagami Tomomi?): Mea

### Đóng thế trang phục
- Seiji Takaiwa (高岩 成二 Takaiwa Seiji?): MagiRed
- Hirofumi Fukuzawa (福沢 博文 Fukuzawa Hirofumi?): MagiGreen
- Yasuhiko Imai (今井 靖彦 Imai Yasuhiko?): MagiYellow
- Mizuho Nogawa: MagiBlue
- Yūki Ono (小野 友紀 Ono Yūki?): MagiPink
- Yasuhiro Takeuchi (竹内 康博 Takeuchi Yasuhiro?):Smokey
- Jiro Okamoto (岡元 次郎 Okamoto Jirō?): MagiShine
- Yūichi Hachisuka (蜂須賀 祐一 Hachisuka Yūichi?): MagiMother
- Hideaki Kusaka (日下 秀昭 Kusaka Hideaki?): Wolzard

## Bài hát
Đầu
- "Mahou Sentai Magiranger" (魔法戦隊マジレンジャー Mahō Sentai Majirenjā?)
  - Lyrics: Yūho Iwasato
  - Composition: Takafumi Iwasaki
  - Arrangement: Seiichi Kyōda
  - Artist: Takafumi Iwasaki (岩崎 貴文 Iwasaki Takafumi?)

Kết
- "The Spell Advent ~ Magical Force" (呪文降臨～マジカル・フォース Jumon Kōrin ~ Majikaru Fōsu?)
  - Lyrics: Yūho Iwasato
  - Composition: YOFFY
  - Arrangement: Psychic Lover & Kenichirō Ōishi
  - Artist: Sister MAYO

Xen kẽ
- "The Spell Advent ~ Magical Force" (呪文降臨～マジカル・フォース Jumon Kōrin ~ Majikaru Fōsu?, 8) performed by Ayumi Beppu và Asami Kai
- "The 5 Magicians" (５人の魔法使い Gonin no Mahōtsukai?, 3) performed by Mandora Boy (Kumiko Higa)
- "Majin Fusion! MagiKing" (魔神合体! マジキング Majin Gattai! MajiKingu?) performed by Masaaki Endoh
- "Peace in the Havens" (天空界のやすらぎ Tenkūkai no Yasuragi?) performed by Mika Kikuchi
- "Fantastic! Magi Action" (ファンタスティック！マジアクション Fantasutikku! Maji Akushon?) performed by Hideaki Takatori
- "Madou Knight Wolzard" (魔導騎士ウルザード Madō Kishi Uruzādo?) performed by Nobuo Yamada (NoB)
- "Shining Magic MagiShine" (シャイニング マジック マジシャイン Shainingu Majikku MajiShain?) performed by Psychic Lover
- "Travelion Go!" (トラベリオン・ゴー！ Toraberion Gō!?)" performed by Hiroshi Kitadani
- "Magic Spells" (魔法のJUMON Mahō no Jumon?) performed by Takafumi Iwasaki & Sister MAYO
- "Song For Magitopia" (Movie) performed by Ichiro Mizuki, Akira Kushida và Hironobu Kageyama
- "Eternally..." (永遠に... Eien ni...?) performed by Mayumi Gọjo
- "Make Legend! Magiranger!!" (メイク・レジェンド！マジレンジャー!! Meiku Rejendo! Majirenjā!!?) performed by Ichiro Mizuki

Character songs
- "Courage is a Phoenix" (勇気はフェニックス Yūki wa Fenikkusu?) performed by Kai (Atsushi Hashimoto)
- "Go! Yellow Thunder" performed by Tsubasa (Hiroya Matsumoto)
- "You to Tomorrow" (明日への君 Ashita e no Kimi?) performed by Urara (Asami Kai)
- "Breeze of Love" (愛の風 Ai no Kaze?) performed by Houka (Ayumi Beppu)
- "Mr. Green ~Horizon~" (Ｍｒ．Ｇｒｅｅｎ～地平線～ Misutā Gurīn ~Chiheisen~?) performed by Makito (Yuki Ito)
- "Sun ~the power of rising sun~" (太陽～ｔｈｅ　ｐｏｗｅｒ　ｏｆ　ｒｉｓｉｎｇ　ｓｕｎ～ Taiyō ~za pawā obu raijingu san~?) performed by Hikaru (Yousuke Ichikawa)
- "Sing! Swing!! Smoky!!!" (シング！スウィング!!スモーキー!!! Shingu! Suwingu!! Sumōkī!!?, 19) performed by Smoky (Takeshi Kusao)
- "Bloody Friday Nightmare" (ブラッディーフライデーナイトメア Buraddī Furaidē Naitomea?, 9, 19) performed by Nai (Chiaki Horan) and Mea (Tomomi Kitagami)